# Liste der Monuments historiques in Tréguennec
Die Liste der Monuments historiques in Tréguennec führt die Monuments historiques in der französischen Gemeinde Tréguennec auf.

## Liste der Bauwerke
| Bezeichnung                               | Beschreibung               | Standort | Kennzeichnung | Schutzstatus | Datum | Bild           |
| ----------------------------------------- | -------------------------- | -------- | ------------- | ------------ | ----- | -------------- |
| Cimetière préhistorique de Prat-ar-Hastel | vorgeschichtlicher Tumulus | (Lage)   | PA00090464    | Classé       | 1937  |                |
| Kirche Notre-Dame-de-Pitié                |                            | (Lage)   | PA00090465    | Inscrit      | 1927  | weitere Bilder |

## Liste der Objekte
- Monuments historiques (Objekte) in Tréguennec in der Base Palissy des französischen Kultusministerium